# Maxi Rodríguez
Maximiliano Rubén Rodríguez (* 2. Januar 1981 in Rosario) ist ein ehemaliger argentinischer Fußballspieler. Er spielte zuletzt in Uruguay und Argentinien.

## Karriere

### Verein
Der offensive Mittelfeldspieler begann seine Karriere in Argentinien in der Apertura-Saison 1999/2000 bei den Newell’s Old Boys. 2002 wechselte er für eine Ablösesumme von etwa sechs Millionen Euro nach Spanien zu Espanyol Barcelona. Dort erzielte er in drei Spielzeiten in der Primera División insgesamt 26 Tore, davon 15 in der Saison 2004/2005. Anschließend wechselte er zu Atlético Madrid. Nach dem Wechsel von Fernando Torres wurde Rodriguez 2007 zum neuen Kapitän der Madrilenen ernannt.
Am 13. Januar 2010 wechselte Rodríguez in die englische Premier League und heuerte beim FC Liverpool an. Er unterschrieb dort einen bis Juni 2013 datierten Vertrag. Für die Reds absolvierte er 73 Spiele und erzielte 17 Tore.
Am 14. Juli 2012 wurde bekannt gegeben, dass Maxi Rodríguez für eine unbekannte Ablöse zurück in seine Heimat zu den Newell’s Old Boys wechselte. Von 2017 bis 2019 spielte er danach für Peñarol Montevideo in der uruguayischen Primera División, bevor er wieder zu den Newell’s Old Boys wechselte. 2021 beendete er seine Karriere.

### Nationalmannschaft
Mit der argentinischen U20-Nationalmannschaft wurde Rodríguez 2001 Weltmeister. Sein Debüt in der A-Nationalmannschaft gab er am 8. Juni 2003 bei einem 4:1 in Osaka gegen Japan, als er in der 76. Minute für Solari eingewechselt wurde. Danach wurde er jedoch von Nationaltrainer Marcelo Bielsa nur noch sporadisch eingesetzt. Dessen Nachfolger José Pekerman nominierte ihn für den Konföderationen-Pokal 2005, wo er mit Argentinien das Finale erreichte.
Er nahm an der Fußball-Weltmeisterschaft 2006 teil und erzielte dabei drei Tore, darunter das Tor zum Sieg gegen Mexiko im Achtelfinale. Da er nach dem verlorenen Viertelfinalspiel gegen Deutschland Bastian Schweinsteiger mit der Faust auf den Rücken schlug, sperrte die FIFA ihn für zwei Pflichtspiele und eine Geldbuße in Höhe von 3050 Euro (5000 Franken) wurde über ihn verhängt.
Er nahm an der Fußball-Weltmeisterschaft 2010 in Südafrika teil, wo Argentinien erneut im Viertelfinale gegen Deutschland ausschied. Er nahm zudem an der Fußball-Weltmeisterschaft 2014 teil, wo er im Spiel gegen Bosnien und Herzegowina und im Halbfinale gegen die Niederlande eingesetzt wurde. Im Halbfinale kam es zum Elfmeterschießen, wo Rodriguez den entscheidenden Elfmeter verwandelte und Argentinien ins Finale einzog. 

## Erfolge
Nationalmannschaft
- Vizeweltmeister 2014
- Olympiasieger: 2004
- Junioren-Fußballweltmeister 2001

Verein
- Englischer Ligapokal 2012 (FC Liverpool)
- Torneo Final 2013 (Newell’s Old Boys)

Persönliche Auszeichnungen
- Argentiniens Fußballer des Jahres 2013 (der Spieler bei inländischen Vereinen)